# Sargassaceae
Sargassaceae es una familia del grupo de algas marrones en el orden Fucales.